# Theux
Theux es una comuna de la región de Valonia, en la provincia de Lieja, Bélgica. Tiene una población estimada, a inicios de 2021, de 12 011 habitantes.

## Geografía
Se encuentra ubicada al este del país, cerca del macizo de las Ardenas, y está bañada por el río Hoëgne, un afluente del río Vesdre.

### Secciones del municipio
El municipio comprende los antiguos municipios, que se fusionaron en 1977:
| - Theux - La Reid - Polleur |

### Pueblos y aldeas del municipio
Mont, Tancrémont, Oneux, Juslenville y Jehanster.

## Demografía

### Evolución
Todos los datos históricos relativos al actual municipio, el siguiente gráfico refleja su evolución demográfica, incluyendo municipios después de efectuada la fusión el 1 de enero de 1977.
| Gráfica de evolución demográfica de Theux entre 1846 y 2021 |
|                                                             |